# 존 웨인 게이시
존 웨인 게이시(영어: John Wayne Gacy, 1942년 3월 17일 ~ 1994년 5월 10일)는 미국의 연쇄살인범이자 '광대 살인마'로 알려진 성범죄자로 적어도 33명의 젊은 남녀를 폭행하고 살해했다. 게이시는 어린이 병원에서 정기적으로 공연을 했고 자신이 고안한 인물인 "광대 포고"나 "광대 패트리지"로 자선 행사를 했다. 그는 또한 지역사회에서 민주당 선거구 선장과 건설업자로 활동했다.
게이시에 따르면, 그의 모든 살인은 일리노이주 시카고 노우드 파크에 있는 마을인 노리지 근처의 그의 목장 주택에서 자행되었다. 전형적으로, 그는 피해자를 집으로 유인해 마술 묘기를 보여준다는 핑계로 수갑을 채운 다음, 포로를 강간하고 고문한 후 질식시키거나 가사로 목을 졸라 살해하곤 했다. 26명의 희생자가 그의 집의 기어다니는 공간에 묻혔고, 다른 3명은 그의 재산 다른 곳에 묻혔다. 4명은 데스플레인스강에 버려졌다.
게이시는 1968년 아이오와주 워털루에서 유죄판결을 받고 징역 10년을 선고받았지만 18개월만 복역했다. 1972년에 첫 번째 피해자를 살해했고 1975년말까지 두 번 더 살해했으며 1976년 두 번째 부인과 이혼한 뒤 최소 30명의 후속 피해자들이 살해됐다. 데스플레인스 10대 로버트 피스트의 실종에 대한 조사 과정에서 1978년 12월 21일 게이시는 체포되었다.
33건의 살인에 대한 그의 유죄 판결은 그 당시 미국 역사상 가장 많은 한 개인에 의한 것이었다. 게이시는 1980년 3월 13일 사형을 선고받았다. 메나드 교정소에서 사형수 생활을 하면서 그는 그림 그리는데 많은 시간을 보냈다. 1994년 5월 10일 스테이트빌 교정센터에서 독극물 주사로 처형되었다.

## 생애 초기
존 웨인 게이시는 1942년 3월 17일 시카고에서 존 스탠리 게이시(John Stanley Gacy, 1900년 6월 20일 ~ 1969년 12월 25일)와 마리온 엘레인 로비슨(Marion Elaine Robison, 1908년 5월 4일 ~ 1989년 12월 6일)의 둘째 아들로 태어났다. 그의 아버지는 자동차 수리 기계공이자 제1차 세계 대전 참전용사였고, 어머니는 가정주부였다. 게이시는 폴란드와 덴마크 출신이었고, 그의 가족은 가톨릭 신자였다. 그의 친조부모(가짜 또는 "가카"라고 표기)는 폴란드(당시 독일 프로이센의 일부)에서 미국으로 이민을 왔다.

### 유년기
게이시는 어머니와 두 자매와 가까운 사이였지만 아내와 아이들에게 육체적으로 학대하는 알코올 중독자인 아버지와 어려운 관계를 견뎌냈다. 그의 아버지도 그를 업신여겼는데, 그를 "멍청하고 바보"라고 부르며 누이동생들과 나쁘게 비교했다. 게이시의 초기 기억 중 하나는 아버지가 조립한 자동차 엔진 부품을 실수로 분해했다는 이유로 가죽 벨트로 얻어맞고 있었다. 그의 어머니는 아버지의 학대로부터 아들을 보호하려 하였는데, 그 결과 "시시"하고 "아마도 괴짜로 자랄 것"이라는 비난만 하게 되었다. 그의 학대에도 불구하고 게이시는 여전히 아버지를 사랑했지만 아버지의 눈에는 "절대로 훌륭하지 않다"고 느꼈다.
1949년에 게이시의 아버지는 그의 아들에게 연락을 받았고 또 다른 소년은 어린 소녀를 성적으로 좋아하다가 붙잡혔다. 그의 아버지는 그를 벌로 면도칼로 채찍질했다. 같은 해, 가족 친구와 도급업자는 가끔 그의 트럭에서 게이시를 추행하곤 했다. 게이시는 아버지 탓을 할까봐 아버지께 이 일에 대해 한 번도 말하지 않았다.
게이시는 과체중이고 운동을 하지 않는 아이였다. 심장 질환 때문에, 그는 학교에서 모든 운동을 피하라는 말을 들었다. 4학년 때 게이시는 정전을 겪기 시작했다. 그는 발작 때문에 때때로 병원에 입원했고 1957년에 맹장 파열로 입원했다. 나중에 게이시는 14세에서 18세 사이에 거의 1년을 병원에서 보냈다고 추정했고, 성적의 하락을 학교 결석 탓으로 돌렸다. 그의 아버지는 이러한 에피소드들이 동정심과 관심을 얻기 위한 노력이라고 의심하고, 아들이 병원 침대에 누워 있는 동안 상황을 조작했다고 공개적으로 비난했다. 어머니와 누이들, 그리고 그의 병을 의심한 적은 거의 없지만 게이시의 건강 상태는 결코 단정적으로 진단되지 않았다.
게이시의 고등학교 친구 중 한 명은 그의 아버지가 그의 아들을 놀리거나 도발하지 않고 때렸을 때 몇 가지 경우를 회상했다. 1957년에 한번은 게이시의 아버지가 아무 이유 없이 아들에게 소리를 지르는 것을 목격하고는 그를 때리기 시작했다. 게이시의 어머니는 개입을 시도했다. 그 친구는 게이시가 단순히 "자신을 방어하기 위해 손을 들었다"고 회상하면서, 이러한 변화 동안 결코 그의 아버지를 다시 때리지 않았다고 덧붙였다.

### 직업 기원
1960년, 18세에 게이시는 그의 이웃에 있는 민주당 후보의 보조 선거구장 대위로 일하면서 정치에 관여하게 되었다. 이 때문에 아들을 '애국자'라고 비난했던 아버지로부터 더 많은 비난이 쏟아졌다. 게이시는 나중에 자신이 아버지로부터 결코 받지 못한 것을 다른 사람들에게서 받아 들이기 위해서라고 추측했다.
게이시의 정치적 개입이 시작된 같은 해, 그의 아버지는 그에게 차를 사주었다. 그는 게이시가 차량 대금을 다 지불할 때까지 자신의 이름으로 차량 소유권을 유지했다. 이 매달의 지불은 그가 완료하는 데 몇 년이 걸렸다. 게이시가 말한 대로 하지 않으면 그의 아버지는 차량 열쇠를 압수할 것이다. 1962년 게이시는 아버지가 원본 세트를 압수하자 추가 키 세트를 구입했다. 이에 아버지는 유통업자 캡을 떼어내 3일 동안 부품을 보관했다. 게이시는 이 사건 이후 "완전히 아프다"고 느꼈고 "숨졌다"고 회상했다.

#### 라스베이거스
아버지가 배급사 모자를 교체하자 게이시는 차를 몰고 네바다주 라스베가스로 갔다. 그는 팜 빈소에서 수행원으로 일하기 전에 구급차 내에서 일을 찾았다. 빈소 수행원으로서 게이시는 방부처리실 뒤에 있는 간이침대에서 잠을 잤다. 그는 그곳에서 석 달 동안 일하면서 장의사들이 시체를 방부처리하는 것을 관찰했다. 이후 그는 어느 날 저녁, 혼자 있는 동안, 죽은 10대 남성의 관 속에 틀어박혀 몸을 감싸안고 애무하다가 충격감을 느꼈다고 고백했다. 이 때문에 게이시는 다음날 어머니에게 전화를 걸어 아버지가 집으로 돌아갈 수 있도록 허락해 줄 수 있는지 물어보게 되었다. 그의 아버지는 동의했고, 같은 날 그는 시카고로 차를 타고 돌아갔다.

#### 스프링필드
집으로 돌아오자마자 게이시는 고등학교를 졸업하지 못했음에도 불구하고 노스웨스턴 경영대학에 입학했다. 1963년에 졸업하여 넌부시슈즈 컴퍼니에서 경영 연수생 직책을 맡았다. 1964년, 신발회사는 그를 일리노이주 스프링필드로 이직시켜 세일즈맨으로 일하게 했고, 결국 그를 자신의 부서장으로 승진시켰다. 그해 3월 그는 동료인 말린 마이어스와 약혼했다.
게이시는 1964년 4월, 키 맨이라는 이름을 가진 제이시(Jaycees)에 합류해 지칠 줄 모르고 일했다. 같은 해, 그는 두 번째 동성애 경험을 했다. 게이시의 말에 따르면 스프링필드 제이시스에 있는 그의 동료 중 한 명이 그에게 술을 마시며 저녁시간을 소파에 앉아 보내도록 초대한 후, 그는 동의했다고 한다. 그리고 나서 그 동료는 그가 술에 취한 동안 그에게 구강 성교를 했다. 1965년까지 게이시는 스프링필드 제이시스의 부사장 자리에 올랐다. 같은 해, 그는 일리노이주에서 세 번째로 뛰어난 제이시에 선정되었다.

## 아이오와주 워털루

### KFC 회장
게이시와 마이어스는 6개월간의 구애 끝에 1964년 9월 결혼했다. 말린의 아버지는 이후 아이오와주 워털루에 있는 켄터키 프라이드 치킨(KFC) 레스토랑 3곳을 구입했고, 그 부부는 말린의 부모님 집으로 이사할 것이라는 양해를 얻어 그가 식당을 관리할 수 있도록 그곳으로 이사했다. 그 제안은 수익성이 좋았다. 게이시는 연간 1만5000달러(2020년 기준 11만5513달러)를 받는 데다가 식당 수익의 몫을 받게 된다.
의무적으로 관리 과정을 수료한 게이시는 아내와 함께 워털루로 이주했다. 그는 지하실에 직원들이 술을 마시고 당구를 칠 수 있는 '클럽'을 열었다. 게이시는 남녀노소 청소년을 자신의 식당에서 고용했지만, 그는 오직 젊은 남자들과만 교제했다. 게이시는 성적인 진보를 하기 전에 그들 중 많은 사람들에게 술을 주었다. 만약 그들이 그를 거절한다면, 그는 그의 진보는 단순한 농담이나 도덕의 시험이었다고 주장할 것이다.
게이시의 아내는 1966년 2월에 아들을, 1967년 3월에 딸을 낳았다. 게이시 자신은 나중에 자신의 인생의 이 시기를 "완벽한"이라고 묘사했다. 그는 마침내 아버지의 승인을 얻었다. 1966년 7월 게이시의 부모가 방문했을 때, 게이시의 아버지는 학대에 대해 사과하고 이렇게 말했다. "아들아, 내가 너에 대해 잘못 알고 있었어."

### 워털루 제이시스
워털루에서 게이시는 지역 제이시스 지부에 가입하여 3개의 KFC 식당을 관리하는 데 12시간과 14시간을 일한 것 외에도 정기적으로 조직에 연장된 시간을 제공했다. 회의에서 게이시는 종종 프라이드 치킨을 제공했고 "대령"이라고 불리기를 고집했다. 그와 다른 워털루 제이스들은 또한 아내 교환, 매춘, 포르노, 마약 사용에 깊이 관여했다.
게이시가 야심적이고 허풍쟁이 같은 것으로 여겨졌음에도 불구하고 다른 제이시들은 그의 모금 활동으로 그를 높이 평가하였고, 1967년 그를 워털루 제이시의 "뛰어난 부통령"으로 임명하였다. 같은 해 게이시는 이사회에서 일했다.

#### 도널드 부흐의 습격
1967년 8월 게이시는 도널드 E. 부르히스의 아들인 15세 도널드 부르히스 주니어를 성폭행했다. 지역 정치인이자 동료 제이시인 부르히스. 게이시는 제이시 행사에서 정기적으로 상영되는 이성애자 남성 영화를 보여주겠다고 약속한 후 부르히스를 그의 집으로 유인했다. 게이시는 부르히스에게 술을 먹여 남성 영화를 보게 한 뒤 상호 구강 성교를 하도록 설득했다면서 "여성과 성관계를 시작하기 전에 남성과 성관계를 가져야 한다"고 덧붙였다. 다음 몇 달 동안 게이시는 비슷한 방식으로 다른 청소년들을 학대했는데, 그 중 한 명은 자신의 아내와 성관계를 가지라고 협박하여 그에게 구강성교를 하도록 부추겼다. 게이시는 과학 연구를 위해 동성애 실험을 의뢰받았다고 믿게끔 몇몇 십대들을 속였고, 그들에게 각각 50달러까지 지불했다.
1968년 3월, 보리스는 게이시가 자신을 성폭행했다고 아버지에게 보고했다. 부르히스 시니어는 즉시 경찰에 알렸고, 경찰은 게이시를 체포했고 그를 부르히스에 대한 구강 소도미와 16세 에드워드 린치의 폭행 미수 혐의로 기소했다. 게이시는 혐의를 강하게 부인하며 거짓말 탐지기 검사를 받을 것을 요구했다. 결과는 게이시가 두 젊은이와 관련된 어떠한 잘못도 부인했을 때 긴장했다는 것을 보여주었다.
게이시는 공개적으로 어떠한 잘못도 부인하였고, 그에 대한 혐의들은 정치적으로 동기가 부여된 것이라고 주장하였다. 몇몇 동료 제이시들은 게이시의 이야기가 신빙성이 있다고 생각했고 그의 지지에 힘을 모았다. 그러나 1968년 5월 10일 게이시는 소도미 혐의로 기소되었다.

##### 목격자 협박
"검사 결과에서 가장 눈에 띄는 점은 환자에게 일어난 모든 일에 대한 책임을 전적으로 부인하는 것이다. 그는 모든 것에 대해 알리비를 낼 수 있다. 그는 자신을 상황의 희생자로 내세우며 그를 잡으러 나온 다른 사람들을 비난한다. 환자는 자신이 적대적인 환경에 의해 좌우되는 것으로 묘사함으로써 동정적인 반응을 보장하려고 시도한다."

1968년 8월 30일 게이시는 그의 직원 중 한 명인 18세 러셀 슈뢰더를 설득하여 소년이 법정에서 그에게 불리한 증언을 하는 것을 단념시키기 위한 노력으로 보리스를 물리적으로 폭행하였다. 게이시는 슈뢰더에게 300달러를 지불하기로 약속했다. 슈뢰더는 이에 동의하였고, 9월 초에 부르히스를 고립된 시골 공원으로 유인하여 그의 눈에 메이스를 뿌린 후 그를 때렸다. 부르히스는 탈출하여 경찰에 그 폭행을 신고했고, 슈뢰더를 그의 공격자로 지목했다. 그들은 다음날 그를 체포했다. 처음에 어떠한 연루도 부인하는 동안 슈뢰더는 곧 게이시의 요청에 자신이 그렇게 했음을 나타내면서 보어히스를 폭행한 것을 자백하였다. 경찰은 게이시를 체포하고 슈뢰더를 고용하여 부르히스를 상대로 폭행하고 협박한 혐의로 추가 기소했다.
9월 12일 게이시는 아이오와 대학교 정신병원에서 정신감정을 받으라는 명령을 받았다. 두 명의 의사가 그가 반사회적 인격장애(소시오패스 및 정신병질의 임상 용어)를 가지고 있고 어떠한 치료나 치료로부터 이익을 얻을 것 같지 않으며, 그의 행동 패턴이 그를 사회와의 반복적인 갈등으로 이끌 가능성이 있다고 결론을 내리기 전에 17일 동안 그를 검사했다. 의사들은 그가 재판을 받을 수 있는 정신적 능력이 있다고 결론지었다.

##### 유죄판결과 투옥
1968년 11월 7일 게이시는 부르히스와 관련하여 소도미의 한 가지 죄목에 대해 유죄를 인정하였으나 다른 청소년들과 관련된 죄목에는 유죄를 인정하지 않았다. 게이시는 부르히스가 자신에게 자신을 바쳤으며 호기심에서 행동했다고 주장했다. 그의 이야기는 믿어지지 않았다. 게이시는 12월 3일 소도미로 유죄 판결을 받고 10년형을 선고받아 아나모사 주립 교도소에서 복역했다. 같은 날 게이시의 아내는 이혼 신청서를 제출하여 부부의 집과 재산, 두 아이의 양육권, 위자료를 받을 것을 요구했다. 1969년 9월 18일 이혼이 확정되었다. 게이시는 그의 첫번째 아내나 아이들을 다시는 보지 못했다.
게이시는 아나모사 주립 교도소에 수감되는 동안 모범수라는 명성을 얻었다. 그가 도착한 지 몇 달 만에, 그는 주방장 자리에 올랐다. 그는 또한 수감자 제이시 지부에 가입하여 18개월도 안 되어 50명에서 650명으로 회원 수를 늘렸다. 게이시는 또한 교도소 메시지 홀에서 수감자들의 일일 급여 인상을 확보하고 교도소 내 수감자들의 환경을 개선하기 위한 몇 가지 프로젝트를 감독했다. 1969년 여름까지 게이시는 교도소 레크리에이션 야드에 미니어처 골프 코스를 설치하는 것을 감독했다.
1969년 6월 게이시는 가석방을 거부당했다. 1970년 5월에 예정된 두 번째 가석방 청문회를 준비하기 위해 그는 16개의 고등학교 과정을 마쳤고, 1969년 11월에 졸업장을 받았다.
1969년 크리스마스에 게이시의 아버지는 간경화로 사망했다. 게이시는 아버지의 사망 소식을 듣고 흐느끼며 바닥에 쓰러졌다. 장례식에 참석하기 위해 감독된 동정적 휴가를 달라는 그의 요청은 거부되었다.

## 시카고로 돌아가기
게이시는 10년 형기의 18개월을 보낸 후 1970년 6월 18일 12개월의 집행유예와 함께 가석방되었다. 게이시는 어머니와 함께 살기 위해 시카고로 이사해야 하고, 밤 10시 통금시간을 준수해야 한다는 조건을 달았다.
그의 석방에 게이시는 친구이자 동료인 제이시 클래런스 레인에게 감옥에서 그를 데려왔고 게이시의 무죄에 대한 그의 믿음을 확고히 유지해왔다. 그러나 게이시는 석방된 지 24시간 만에 시카고로 이사했다. 그는 6월 19일 버스를 타고 그곳에 도착했고 곧 식당에서 단기 요리사로 일자리를 얻었다.
1971년 2월 12일, 게이시는 시카고의 그레이하운드 버스 터미널에서 자신의 차로 유인하여 자신의 집으로 데려다 주었다고 주장한 10대 소년을 성폭행한 혐의로 기소되었다. 법원은 소년이 출석하지 않자 이 고소를 기각했다. 6월 22일 게이시는 가중 성폭행과 무모한 행동으로 체포되어 기소되었다. 이번 체포는 게이시가 보안관 배지를 번쩍이며 자신의 차에 유인해 강제로 구강 성교를 시켰다고 주장하는 한 청년이 제기한 고소장에 대한 대응이었다. 고소인이 게이시를 협박하려고 시도한 후 이 혐의들은 취하되었다.
아이오와 주 가석방위원회는 이 사건들에 대해 알지 못했고 8개월 후인 1971년 10월 게이시의 가석방이 종료되었다. 그 다음 달, 게이시의 아이오와에서의 전과 기록은 봉인되었다.

### 8213 웨스트 섬머데일 애비뉴
게이시는 어머니의 재정적인 도움으로 쿡 카운티의 비법인지구인 노우드 파크 타운쉽의 노리지 마을 근처에 목장 주택을 구입했다. 그는 1978년 12월 체포될 때까지 웨스트 섬머데일 애비뉴 8213번지에 거주했으며 게이시에 따르면 그곳에서 모든 살인을 저질렀다고 한다.
게이시는 지역 사회에서 활동적이었고 이웃들에게 도움을 주었다; 그는 기꺼이 그의 건축 도구를 빌려주었고, 동네 산책로에서 눈을 무료로 갈았다. 1974년과 1978년 사이에, 그는 매년 여름 파티를 주최했고, 각각 특정 주제에 전념했다. 이들 행사에는 정치인을 포함해 최대 400명이 참석했다.

### 재혼과 이혼
1971년 8월 게이시와 그의 어머니가 집으로 이사온 직후, 그는 고등학교 시절 잠시 사귀었던 캐롤 호프와 약혼했다. 그들은 1972년 7월 1일에 결혼했다. 캐롤과 그녀의 이전 결혼의 두 어린 딸들은 커플이 약혼을 발표한 직후 게이시의 집으로 이사했다. 그의 어머니는 결혼식 직전에 집을 나갔다.
1975년 게이시는 아내에게 자신이 양성애자라고 말했다. 그 해 어머니날에 부부가 성관계를 가진 후, 그는 그녀에게 이것이 그들이 성관계를 갖는 "마지막"이 될 것이라고 말했다. 그는 대부분의 저녁을 집을 떠나 보내기 시작했지만, 그가 늦게까지 일했다는 핑계로 아침 일찍 돌아왔다. 캐롤은 게이시가 이른 시간에 10대 소년들을 자신의 차고로 데려오는 것을 관찰했고 또한 집 안에서 게이 포르노와 남성 지갑, 신분증을 발견했다. 그녀가 이 물건들이 누구의 것인지 게이시에게 대들었을 때, 그는 화가 나서 그녀가 상관할 일이 아니라고 그녀에게 알렸다.
1975년 10월 수표책의 균형을 제대로 맞추지 못했을 때 격렬한 논쟁이 있은 후 캐롤은 게이시에게 이혼을 요구했다. 1976년 2월까지 웨스트 섬머데일의 집에서 살다가 딸들과 함께 자신들의 아파트로 이사했다. 한 달 후인 3월 2일 게이시 부부의 이혼이 확정되었다.

### PDM 계약자
1971년 게이시는 파트타임 건설 사업인 PDM 컨트랙터스를 설립했다. 이니셜 "PDM"은 "도장, 장식, 유지보수"를 의미한다. 게이시는 보호관찰관의 승인을 받아 낮에는 요리사로 일하면서 밤에 건축 계약을 맺었다. 처음에는 간판을 쓰고 콘크리트를 붓고 다시 꾸미는 등의 사소한 수리 작업을 맡았으나, 나중에는 인테리어, 리모델링, 설치, 조립, 조경 등의 프로젝트로 확장되었다. 1973년 중반 게이시는 요리사 일을 그만두고 건설 사업에 전념할 수 있었다.
1975년까지 PDM은 빠르게 확장되었고 게이시는 하루에 16시간을 일했다. 1977년 3월, 그는 약국 리모델링 전문 회사인 PE 시스템즈의 감독자가 되었다. 게이시는 PE 시스템즈와 PDM 사이에서 최대 4개의 프로젝트를 동시에 수행했으며 다른 주를 자주 방문했다. 1978년까지 PDM의 연간 수익은 20만 달러가 넘었다.

#### 광대

게이시 아스 포고.

게이시는 지역 무스 클럽의 회원 자격을 통해 "Jolly Joker" 광대 클럽을 알게 되었고, 회원들은 자발적으로 입원한 아이들을 접대하는 것 외에도 기금 모금 행사와 퍼레이드에서 정기적으로 공연했다. 1975년 말 게이시는 광대 클럽에 가입하여 자신만의 광대 캐릭터인 《포고 더 크라운》과 《패치 더 크라운》을 만들어 자신만의 메이크업과 의상을 고안했다. 그는 포고를 "행복한 광대"로 묘사한 반면, 패치는 "더 진지한" 캐릭터였다.
게이시는 그의 공연을 위한 돈을 거의 벌지 못했고 나중에 광대로 연기하는 것이 그가 "어린 시절로 퇴행"할 수 있게 해준다고 말했다. 그는 수많은 지역 정당, 정치 행사, 자선 행사, 어린이 병원에서 포고와 패치로 공연했다. 때때로 게이시는 공연이 끝난 후 광대 옷을 입고 집으로 돌아가기 전에 동네 술집에서 잠시 술을 마시곤 했다. 게이시는 살인을 저지르는 동안 광대로서 자발적으로 공공 서비스를 제공하여 "킬러 광대"로 알려지게 되었다.

#### 직원들
PDM의 인력의 대부분은 고등학생과 젊은 남성들로 구성되어 있었다. 게이시는 종종 노동자들에게 섹스를 제안하거나, 차량 대여, 재정 지원, 승진 등의 대가로 성상납을 주장했다. 게이시는 또한 총을 소유하고 있다고 주장하며 직원에게 "내 총 중 하나를 가져와서 당신을 죽이는 것이 얼마나 쉬울지, 그리고 시체를 없애는 것이 얼마나 쉬울지 아십니까?"라고 말했다.
1973년 게이시와 10대 직원은 게이시가 구입한 부동산을 보기 위해 플로리다로 여행을 갔다. 플로리다에서의 첫날 밤 게이시는 호텔 방에서 직원을 강간했다. 시카고로 돌아온 이 직원은 게이시의 집으로 차를 몰고 가서 그의 앞마당에서 그를 때렸다. 게이시는 그의 아내에게 그가 질 낮은 그림 작업에 대해 그에게 돈을 지불하기를 거부한 것 때문에 공격을 받았다고 말했다.
1975년 5월 게이시는 15세 앤서니 안토누치를 고용했다. 두 달 후, 그는 안토누치의 집으로 갔고, 그 젊은이가 전날 사고로 발을 다쳤다는 것을 알았다. 두 사람은 와인 한 병을 마시고 나서 게이시가 안토누치를 바닥에 쓰러뜨리고 그의 등 뒤에서 수갑을 채우기 전에 이성애자의 수사슴 영화를 보았다. 게이시가 방을 비운 사이에 안토누치는 한쪽 수갑이 풀렸다. 게이시가 돌아왔을 때, 고등학교 레슬링 선수인 안토누치가 그에게 달려들었다. 그는 게이시를 바닥에 쓰러뜨리고 수갑 열쇠를 손에 넣고 등 뒤에서 게이시의 손을 수갑으로 채웠다. 처음에 게이시는 안토누치를 위협하다가 진정하고 수갑을 풀면 떠나겠다고 약속했다. 안토누치는 동의했고 게이시는 떠났다. 안토누치는 나중에 게이시가 그에게 "당신이 수갑에서 빠져나온 유일한 사람일 뿐만 아니라, 당신이 나에게 수갑을 채웠다"고 말했다고 회상했다.
1976년 7월 26일 게이시는 엘스턴 애비뉴에서 히치하이킹을 하면서 18세의 데이비드 크램을 태웠다. 게이시는 그에게 PDM의 일자리를 제안했고, 그는 같은 날 저녁에 일을 시작했다. 8월 21일, 크램은 그의 집으로 이사했다. 다음날, 크램과 게이시는 그의 19번째 생일을 축하하기 위해 몇 잔의 술을 마셨고, 게이시는 포고로 분장했다. 게이시는 크램을 속여서 수갑을 채우게 했고, 그의 손목은 뒤가 아니라 몸 앞에서 수갑을 채웠다. 그는 수갑을 연결하는 체인을 잡고 크램을 휘두른 다음, 그를 강간할 의도가 있다고 말했다. 크램은 게이시의 얼굴을 걷어차고 수갑에서 벗어났다.
한 달 후 게이시는 크램의 침실 문 앞에 나타나 "데이브, 넌 정말 내가 누군지 몰라. 내가 원하는 걸 주면 좋을 거야." 크램은 침실을 나선 게이시에게 "넌 재미없어."라며 저항했다. 크램은 이후 2년 동안 게이시에서 주기적으로 일했지만 10월 5일 이사를 나와 PDM을 떠났다. 크램이 게이시의 집에서 이사를 간 직후, 또 다른 직원인 18세의 마이클 로시가 이사를 왔다. 로시는 1976년 5월부터 PDM에서 일했다. 그는 1977년 4월까지 게이시와 함께 살았다. 로시는 때때로 게이시가 개업할 때 광대 노릇을 하는 것을 도왔다. 게이시는 포고로, 로시는 패치로.

#### 정치

1978년 5월 6일 영부인 로절린 카터와의 게이시는 그의 첫 번째 살인 후 6년, 그리고 그의 마지막 체포 7개월 전이었다.

게이시는 지역 민주당 정치에도 뛰어들어 처음에는 그의 직원들을 이용하여 정당 본부를 무료로 청소하도록 제안했다. 그는 노우드 파크 타운쉽 거리 조명 위원회에서 복무하는 데 임명과 함께 자신의 지역 사회 봉사에 보상을 받았고, 그 후에 경찰서장의 칭호를 얻었다.
1975년 게이시는 1978년까지 자신이 감독할 행사인 시카고의 연례 폴란드 헌법의 날 퍼레이드의 감독자로 임명되었다. 1978년 5월 6일, 게이시는 로절린 카터 영부인과 만나 사진을 찍었다. 이 사건은 나중에 미국 비밀경호국에 당혹감을 안겨주었다. 사진에서 게이시는 특별 허가를 받은 사람을 나타내는 "S" 핀을 착용하고 있다.

## 살인 사건
게이시는 적어도 33명의 젊은이와 소년들을 살해하고 그들 중 26명을 그의 집의 크롤 공간에 묻었다. 그의 희생자들 중에는 그가 아는 사람들과 시카고의 그레이하운드 버스 정류장, 버그하우스 광장, 또는 PDM에서 일자리를 구한다는 약속과 함께 길거리에서 유혹된 무작위의 사람들이 포함되어 있었다. 일부 희생자들은 강제로 붙잡혔고, 다른 희생자들은 게이시(종종 보안관 배지를 소지하고 흑인 올즈모빌에 스포트라이트를 비추었다)가 경찰이라고 속였다.
게이시는 보통 혼자 있는 피해자를 자신의 집으로 유인했지만, 게이시는 같은 날 저녁에 두 명의 피해자가 살해된 이른바 "더블"을 한 번 이상 가지고 있었다.
게이시의 집에서, 그의 일상적인 방식은 젊은이들에게 술이나 마약을 먹이거나 일반적으로 그의 신뢰를 얻는 것이었다. 그리고 나서 그는 때때로 광대짓의 일부로서 "마법의 속임수를 보여주기 위해" 한 쌍의 수갑을 만들어내기도 했다. 그는 일반적으로 등 뒤에서 자신의 손을 수갑으로 채우고, 손가락 사이에 숨겨둔 열쇠로 비밀리에 자신을 풀어주었다. 그리고 나서 그는 의도된 피해자에게 수갑에서 벗어나는 방법을 보여주겠다고 제안했다. 이어 게이시는 피해자가 수갑을 차고 몸을 풀 수 없는 상황에서 "요령은 열쇠를 갖고 있어야 한다"는 취지의 진술을 했다. 게이시는 피해자를 제지하는 이러한 행위를 "수갑 속임수"라고 언급했다.
게이시는 그의 희생자를 제지한 후에 그의 포로를 강간하고 고문하기 시작했다. 그는 종종 피해자가 그를 넘어뜨리도록 강요하기 전에 피해자의 가슴 위에 앉거나 자신의 몸을 걸치는 것으로 시작했다. 게이시는 시가로 불을 지르는 등 고문을 가했고, 그가 그들의 등에 앉아 그들의 목에 임시 고삐를 당길 때 그의 포로가 말을 흉내 내도록 했으며, 그가 그의 포로를 소돔화한 후 딜도와 처방전 병과 같은 이물질을 위반했다. 게이시는 고문에 가담하기 전에 포로들의 다리를 움직이지 못하게 하기 위해 종종 양쪽 끝에 수갑이 달린 2x4 크기의 발목을 묶었는데, 이는 휴스턴 대량 살인 사건에서 영감을 받은 행동이었다. 그는 또한 피해자들의 지속적인 학대 동안 많은 피해자들을 언어적으로 조롱했고, 여러 피해자들을 그의 욕실로 기어들이거나 강요한 것으로 알려져 있으며, 그들을 반복적으로 되살리기 전에 욕조에서 부분적으로 익사시켜 장기간의 폭행을 계속할 수 있게 했다. 게이시는 피해자가 고문을 계속 견디는 대신 살해를 호소했을 때, 자신이 원할 때 피해자를 살해하겠다는 취지의 진술을 했다.
게이시는 일반적으로 희생자들의 목에 밧줄 지혈대를 두른 후 망치 손잡이로 밧줄을 조였다. 그는 이 행위를 "로프 트릭"이라고 부르며 포로에게 "이것이 마지막 트릭이다."라고 자주 알렸다 적어도 한 예로, 그는 희생자의 목에 감긴 밧줄을 조이면서 시편 23편의 일부를 읽었다. 때때로 피해자는 죽기 전에 한두 시간 동안 경련을 일으켰지만, 몇몇 피해자들은 목구멍 깊숙이 쑤셔 넣은 천으로 인한 질식으로 사망했다. 마지막 희생자 두 명을 제외하고는 모두 새벽 3시에서 6시 사이에 살해됐어요.
게이시는 사후 피해자들의 시신을 침대 밑에 최대 24시간 보관한 뒤 정기적으로 생석회를 부어 부패를 앞당겼다. 몇몇 희생자들의 시신은 그의 차고로 옮겨져 그들이 묻히기 전에 방부 처리되었다.

### 티모시 맥코이 살해 사건
게이시의 첫 번째 살인은 1972년 1월 3일에 일어났다. 게이시의 후기에 따르면, 1월 2일 저녁 가족 파티에 이어, 그는 다음날 아침 이른 시간에 얼음 조각 전시를 보기 위해 루프에 있는 시빅센터로 운전하기로 결정했다. 그리고 나서 그는 시카고의 그레이하운드 버스 터미널에 사는 티모시 잭 맥코이라는 이름의 16세 소년을 그의 차로 유인했다. 맥코이는 미시간주에서 크리스마스 휴가를 마치고 네브래스카주 오마하에 있는 아버지의 집으로 돌아가고 있었다. 게이시는 맥코이를 시카고 관광에 데리고 간 다음, 그가 밤을 보내고 버스를 타기 위해 제 시간에 역으로 돌아갈 수 있다는 약속과 함께 맥코이를 그의 집으로 태워다 주었다. 매코이의 신원이 밝혀지기 전에 그는 단순히 "그레이하운드 버스 보이"로 알려져 있었다.
게이시는 다음날 아침 일찍 일어나 부엌칼을 손에 들고 침실 문간에 서 있는 맥코이를 발견했다고 주장했다. 그러고 나서 그는 침대에서 뛰어내렸고 맥코이는 항복의 몸짓으로 두 팔을 들어 칼을 위로 기울였고 실수로 게이시의 팔뚝을 베었다. 게이시는 맥코이의 손목에서 칼을 비틀어 침실 벽에 머리를 부딪히고 옷장에 발로 차서 그를 향해 걸어갔다. 그리고 나서 맥코이는 게이시의 배를 걷어차서 그의 몸을 구부렸다. 게이시는 그리고 나서 맥코이를 잡으며, "이 개자식아!"라고 소리쳤다! 죽여버릴 거야!" 그리고 나서 그는 맥코이를 바닥에 쓰러뜨리고 그의 가슴을 그가 걸으면서 반복적으로 찔렀다.
맥코이가 죽어 누워 있을 때 게이시는 자신의 욕실에서 칼을 씻고 나서 부엌으로 가서 열린 계란 상자와 썰지 않은 베이컨 조각을 부엌 테이블 위에 보았다고 주장했다. 맥코이는 또한 식탁을 2인용으로 마련했다. 그는 건성으로 부엌칼을 손에 들고 있는 동안 게이시를 깨우기 위해 게이시의 방으로 걸어 들어갔다. 게이시는 맥코이를 그의 크롤 공간에 묻었고 나중에 그의 무덤을 콘크리트 층으로 덮었다. 게이시는 체포된 지 몇 년 후 인터뷰에서 맥코이를 살해한 직후 "완전히 지쳤다"고 말했지만, 맥코이를 칼로 찌르고 "구르릉"하는 소리를 들으며 숨을 헐떡이며 정신을 아찔하게 하는 오르가슴을 경험했다고 언급했다. 그는 덧붙였다: "그때 저는 죽음이 궁극적인 스릴이라는 것을 깨달았다."

### 두 번째 살인
게이시는 그가 두 번째로 살인을 저지른 것은 1974년 1월경이라고 말했다. 이 희생자는 신원이 확인되지 않은 채로 남아 있다. 게이시는 그의 목을 조른 다음 시신을 매장하기 전에 옷장에 넣었다. 그는 나중에 피해자의 입과 코에서 체액이 새어나와 카펫을 더럽혔다고 진술했다. 이에 게이시는 이 같은 유출을 막기 위해 후속 피해자들의 입에 천으로 된 누더기나 자신의 속옷, 양말 등을 정기적으로 쑤셔넣었다.

### 존 뷰트코비치 살해 사건
1975년 7월 31일 롬바르드 출신의 18세 PDM 직원 존 뷰트코비치가 실종되었다. 부토비치의 차는 셰리던과 로렌스의 모퉁이 근처에 주차되어 있었고 그의 재킷과 지갑은 안에 있었고 열쇠는 아직 점화장치에 있었다.
부토비치는 실종 전날 게이시에게 2주간의 밀린 급여를 요구하며 맞섰다. 유고슬라비아 이민자인 부토코비치의 아버지는 게이시에게 전화를 걸어 아들을 찾는 것을 돕게 되어 기쁘지만 부토코비치가 "도망쳤다"고 말했다. 게이시는 경찰 조사를 받자 부토비치와 친구 2명이 밀린 임금을 요구하며 그의 집에 도착했지만 타협점을 찾았고 3명은 모두 떠났다고 말했다. 이후 3년 동안 부토비치의 부모는 경찰에 100번 이상 전화를 걸어 게이시를 더 조사할 것을 촉구했다.
게이시는 나중에 웨스트 로렌스 애비뉴 모퉁이에서 뷰트코비치가 차에서 내리는 것을 보고 그의 주의를 끌기 위해 손을 흔들었다고 인정했다. 게이시에 따르면 뷰트코비치는 "당신과 얘기하고 싶다"며 자신의 차로 다가갔다 게이시는 뷰트코비치를 그의 차로 초대한 다음, 표면적으로는 그의 체불 임금 문제를 해결하기 위해 뷰트코비치를 그의 집으로 초대했다.
그의 집에서 게이시는 뷰트코비치에게 술을 권한 다음, 그의 손목이 등 뒤에서 수갑을 채우도록 그를 속였다. 게이시는 이후 아이의 목을 조르기 전에 "아이의 가슴에 잠시 앉아 있었다"고 고백했다. 그는 뷰트코비치의 시신을 차고에 보관했고, 나중에 기어다니는 공간에 시신을 묻으려고 했다. 아내와 의붓딸들이 예상보다 일찍 집으로 돌아오자 게이시는 뷰트코비치의 시신을 당초 배수 타일을 파려던 빈 공간에 자신의 차고 연장 공구실 콘크리트 바닥 밑에 묻었다.

### 순항의 해
게이시는 자신의 사업이 확장된 해일 뿐만 아니라 1975년이 젊은 남성들과의 성관계 빈도를 증가시키기 시작한 해이기도 하다는 것을 자유롭게 인정했다. 그는 종종 이러한 농담들을 "순항"이라고 불렀다. 게이시는 1976년과 1978년 사이에 대부분의 살인을 저질렀는데, 그는 이혼 후 혼자 살았기 때문이다. 그는 나중에 이것들을 그의 "순항의 세월"이라고 불렀다.
게이시는 사교적이고 시민의식을 유지했지만, 몇몇 이웃들은 1976년 그의 이혼 이후 그의 행동에 불규칙한 변화를 발견했다. 이것은 그가 어린 수컷들과 함께 있는 것을 보는 것, 아침 일찍 그의 차가 도착하거나 출발하는 것을 듣는 것, 또는 그의 집의 불이 일찍 켜졌다 꺼지는 것을 보는 것을 포함했다. 한 이웃은 나중에 몇 년 동안, 소리를 지르고, 소리를 지르고, 울부짖는 소리가 새벽 시간에 그녀와 그녀의 아들을 반복적으로 깨웠다고 기억했다. 그녀는 그 소리들이 웨스트 섬머데일 애비뉴에 있는 그들의 집과 인접한 집에서 나는 것이라고 확인했다.

#### 1976년
이혼이 확정된 지 한 달 후 게이시는 18세의 대럴 샘슨을 납치해 살해했다. 그는 1976년 4월 6일 시카고에서 살아있는 것이 마지막으로 목격되었다. 게이시는 그를 목구멍에 천 조각이 박힌 채 식당 밑에 묻었다. 5주 후인 5월 14일 오후, 15세 랜달 레페트는 치과 예약을 마치고 업타운의 집으로 돌아온 직후 사라졌다. 그는 그날 오후 늦게 그의 할머니에게 마지막으로 목격되었다. 리핏이 가족에게 마지막으로 목격된 지 몇 시간 후, 14살의 새뮤얼 스테이플턴은 여동생의 아파트에서 집으로 걸어가면서 사라졌다. 그와 레핏은 가까운 지인으로 둘 다 크롤 공간에 함께 묻혔으며 수사관들은 두 사람이 같은 날 저녁 살해된 것으로 믿고 있다.
6월 3일, 게이시는 마이클 보닌이라는 이름의 17세 레이크뷰 십대를 살해했다. 그는 시카고에서 워키건으로 여행하는 동안 사라졌다. 게이시는 보닌의 목을 묶은 다음 여분의 침실 밑에 묻었다. 열흘 후 게이시는 16세의 업타운 청년 윌리엄 캐롤을 살해하고 그를 크롤 공간의 공동 무덤에 묻었다. 캐롤은 1976년 6월 13일부터 8월 6일 사이에 살해된 것으로 알려진 4명의 희생자 중 첫 번째 희생자인 것으로 보인다. 3명은 16세에서 17세 사이였고, 신원이 확인되지 않은 살인 피해자 1명은 성인이었던 것으로 보인다.
8월 5일, 제임스 호켄슨이라는 이름의 16세 미네소타 청년이 게이시의 집에서 그의 가족에게 마지막으로 전화한 것으로 알려져 있다. 하켄슨은 질식사했다. 그의 시신은 8월 6일 마지막으로 살아있는 것으로 목격된 17세의 벤센빌 청년 릭 존스턴의 시신 아래에 있는 크롤 공간에 묻혔다.
게이시는 1976년 8월과 10월 사이에 신원이 밝혀지지 않은 두 명의 남성을 추가로 살해한 것으로 생각된다. 10월 24일 게이시는 10대 친구 케네스 파커와 마이클 마리노를 납치해 살해했다. 이틀 후, 19세의 건설 노동자 윌리엄 번디는 그의 가족에게 파티에 참석할 것이라고 알린 후 사라졌다. 번디는 질식사했다. 게이시는 시체를 안방 밑에 묻었다. 그는 분명히 게이시를 위해 일했었다.
1976년 11월과 12월 사이 게이시는 프란시스 알렉산더라는 이름의 21세 청년을 살해했다. 그가 가족들과 마지막으로 접촉한 것은 11월 언젠가 그의 어머니에게 한 전화였다. 알렉산더는 게이시가 그의 사무실로 사용했던 방 바로 아래의 크롤 공간에 묻혔다.
1976년 12월, 또 다른 PDM 직원인 17세 그레고리 고질크가 실종되었다. 그의 여자친구는 그가 데이트 후에 그녀를 집으로 태워다 준 후에 그녀의 집 밖에서 그를 마지막으로 보았다. 고질크는 실종되기 전까지 PDM에서 일한 지 3주가 채 되지 않았다. 그는 그의 가족에게 게이시가 그의 크롤 공간에 "배수 타일의 일종을 위해 참호를 파도록" 시켰다고 알렸다. 고질크의 차는 나중에 나일스에서 버려진 채로 발견되었다. 그의 부모님과 누나 유제니아는 고질크의 실종에 대해 게이시에게 연락했다. 게이시는 자신이 가출을 하고 싶다고 전에 밝혔다고 주장했다. 게이시는 또한 고질크가 사라진 직후에 그로부터 자동응답기 메시지를 받았다고 주장했다. 게이시는 고질크의 부모님에게 메시지를 재생할 수 있는지 묻자 그가 그것을 지웠다고 말했다.

#### 1977년
1977년 1월 20일 게이시는 플리머스 위성을 구입한다는 핑계로 19세의 존 시크를 자신의 집으로 유인했다. 그는 나중에 로시가 다음날 아침에 집에서 자고 있었다고 주장하면서 자신의 빈 침실에서 쉬크의 목을 조른 것을 자백했다. 게이시는 나중에 그 차를 로시에게 300달러에 팔았다.
두 달 후, 3월 15일, 존 프레스티지라는 이름의 20세 미시간주 출신의 한 사람이 사라졌다. 프레스티지가 마지막으로 니어 노스 사이드 식당을 떠나는 것이 목격되었다. 그는 프란시스 알렉산더의 시신 위 크롤 공간에 묻혔다. 그가 실종되기 직전, 프레스티지는 그가 지역 계약자와 함께 일을 얻었다고 언급했다. 게이시는 1977년 봄이나 초여름에 신원을 알 수 없는 청년 1명을 추가로 살해하고 그를 크롤 공간에 묻었다. 7월 5일, 게이시는 크리스탈 호수의 19세 매튜 보먼을 살해했다. 보먼의 어머니는 그를 교외의 기차역에서 마지막으로 보았다. 그는 미납 주차권과 관련하여 예정된 법원 약속을 위해 하우드 하이츠로 여행할 계획이었다.
그 다음 달, 로시는 Szyc의 차를 운전하는 동안 휘발유를 훔친 혐의로 체포되었다. 주유소 직원은 번호판에 주목했고 경찰은 게이시의 집까지 차를 추적했다. 질문을 받은 게이시는 경찰관들에게 사이크가 지난 2월 마을을 떠나기 위해 돈이 필요하다며 자신에게 차를 팔았다고 말했다. VIN을 확인한 결과 그 차는 Szyc의 것으로 확인되었다. 경찰은 Szyc의 어머니에게 그녀의 아들이 그의 차를 팔았다고 말했음에도 불구하고 그 문제를 더 이상 추적하지 않았다.
1977년 말까지 게이시는 16세에서 21세 사이의 젊은이 6명을 더 살해한 것으로 알려져 있다. 이 희생자들 중 첫 번째 희생자는 시카고 경찰관의 아들인 18세의 로버트 길로이로, 9월 15일에 마지막으로 살아있는 것이 목격되었다. 길로이는 게이시의 집에서 불과 네 블록 떨어진 곳에 살았다. 9월 12일 게이시는 리모델링 프로젝트를 감독하는 데 펜실베이니아주 피츠버그로 날아갔고, 9월 16일까지 시카고로 돌아오지 않았다. 게이시는 길로이가 마지막으로 목격된 시점에 다른 주에 있었던 것으로 알려져 있기 때문에, 이는 게이시가 여러 살인 사건에서 한 명 이상의 공범으로부터 도움을 받았다는 주장을 뒷받침하기 위해 인용된다. 길로이가 마지막으로 목격된 지 열흘 만에 19세의 전 미 해병대 존 모워리가 어머니 집을 나와 아파트로 걸어간 뒤 사라졌다. 게이시는 모웨리의 목을 조르고 그의 시체를 안방 밑에 묻었다.
10월 17일, 미네소타주 출신의 21세 러셀 넬슨이 시카고 바 밖에서 마지막으로 목격되었다. 넬슨은 계약직을 찾고 있었다. 게이시는 그를 살해하고 손님용 침실 아래에 묻었다. 4주도 채 지나지 않아 게이시는 로버트 윈치라는 16세의 캘라머주 청소년을 살해하고 그를 크롤 공간에 묻었다. 11월 18일, 20세의 아버지 토미 볼링이 시카고 바를 떠난 후 사라졌다.
토미 볼링이 살해된 지 3주 후인 12월 9일, 19세의 미 해병대 데이비드 탈스마가 어머니에게 인디애나주 해먼드에서 열리는 록 콘서트에 참석할 것이라고 알린 후 사라졌다. 게이시는 끈으로 탈스마의 목을 조른 뒤 존 모웨리의 시신 가까이에 있는 크롤 공간에 묻었다.
12월 30일 게이시는 시카고 버스 정류장에서 19세의 학생 로버트 도넬리를 총으로 위협하여 납치했다. 게이시는 그를 그의 집으로 차로 데려갔고, 그곳에서 그는 강간하고, 고문하고, 그가 기절할 때까지 반복적으로 도넬리의 머리를 욕조에 빠뜨렸다. 게이시는 "오늘 밤 우리는 재미있는 게임을 하지 않나요?"와 같은 말로 그를 조롱했다 도넬리는 나중에 게이시의 재판에서 자신이 너무 고통스러워 게이시에게 자신을 죽여달라고 부탁했다고 증언했다. 게이시는 도넬리가 경찰에 항의하면 믿지 않을 것이라고 경고하면서 몇 시간 후 그를 직장으로 차로 데려다 주었다.

#### 1978년
1978년 1월 6일 경찰은 게이시를 심문했다. 게이시는 도넬리와 '노예-섹스' 관계를 맺었음을 인정하면서도 모든 것이 합의된 것이라고 주장하며 그가 약속한 돈을 "아이에게 지불하지 않았다"고 덧붙였다. 경찰은 그의 말을 믿었고 아무런 혐의도 제기하지 않았다. 다음 달 게이시는 19세의 윌리엄 킨드레드를 살해했는데, 그는 게이시를 알고 있던 약혼자에게 저녁을 술집에서 보낼 것이라고 말한 후 2월 16일에 사라졌다. 킨드레드는 게이시가 자신의 크롤 공간에 묻힌 마지막 희생자였다.
3월 21일 게이시는 26세의 제프리 리뇰을 자신의 차로 유인했다. 리그널이 차에 오른 직후 게이시 클로로는 그를 자신의 집으로 데려다 주었는데, 그의 팔과 머리는 천장에 부착된 포물선 장치에 묶여 있었고 발은 다른 장치에 잠겨 있었다. 게이시는 리뇰에게 그가 그를 완전히 통제할 수 있었고 그가 원하는 때에, 그리고 그가 원하는 방식으로 그에게 무엇이든 할 생각이라고 설명했다. 그리고 나서 그는 불이 켜진 촛불과 채찍을 포함한 다양한 도구들로 Rignall을 강간하고 고문했으며 반복적으로 그를 의식불명 상태로 만들었다. 게이시는 리널을 시카고의 링컨 공원으로 차로 데려다 주고, 그곳에서 의식은 없었지만 살아 있었다.
리뇰은 비틀거리며 간신히 여자친구의 아파트로 갔다. 경찰은 폭행 사실을 통보받았지만 게이시를 조사하지는 않았다. 리그널은 그날 밤의 안개를 통해 올즈모빌, 케네디 고속도로, 그리고 특정한 샛길들을 떠올릴 수 있었다. 그와 두 명의 친구들은 고속도로의 컴벌랜드 출구를 빠져나갔고, 4월에 리널은 올드 모빌을 보았고, 그와 그의 친구들은 8213 웨스트 섬머데일로 따라갔다. 경찰은 체포영장을 발부받았고 게이시는 7월 15일에 체포되었다. 그는 리뇰에 대한 폭행 혐의로 재판을 받았다.
1978년까지 크롤 공간은 더 이상의 시체를 넣을 공간이 없었다. 게이시는 나중에 경찰에게 처음에는 자신의 다락방에 시신을 보관하는 것을 고려했지만, "누출"로 인한 합병증에 대해 걱정했다고 고백했다. 따라서 그는 I-55 다리에서 데스플레인스 강으로 희생자들을 처리하기로 결정했다. 게이시는 1978년에 이 강에 시체 5구를 던졌다고 진술했는데, 그 중 1구는 지나가는 바지선에 착륙한 것으로 생각했다.
I-55 다리에서 데스플레인스 강으로 던져진 최초의 희생자는 20세의 티모시 오루크였다. 그는 담배를 사기 위해 도버 가의 아파트를 떠난 후 6월 중순에 살해되었다. 실종 직전, 오루크는 자신의 룸메이트에게 노스 웨스트 사이드의 계약자가 일자리를 제안했다고 말했다.
11월 4일 게이시는 19세의 프랭크 랜딘을 살해했다. 그는 아버지가 포스터 애비뉴를 따라 걸어가는 모습을 마지막으로 목격했고, 그의 벌거벗은 시신은 11월 12일 찬나혼에서 두 명의 오리 사냥꾼에 의해 데스 플레인즈 강의 포구 근처에서 발견되었다. 11월 24일, 엘름우드 공원에 사는 20세의 제임스 마자라가 가족들과 추수감사절 저녁식사를 함께 한 후 사라졌다. 마자라는 실종 전날 여동생에게 자신이 건설업에 종사하고 있으며 "잘 하고 있다"고 말했다. 그는 여행 가방을 들고 뷰하우스 광장 방향으로 걸어가는 모습이 마지막으로 목격되었다.

#### 로버트 피스트 살해 사건

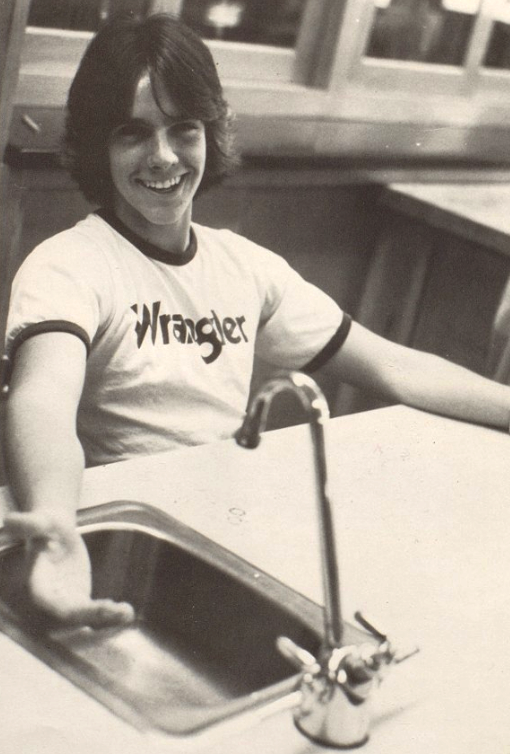
로버트 피스트

1978년 12월 11일 오후, 게이시는 가게 주인 필 토르프와 잠재적인 리모델링 계약을 논의하기 위해 데스 플레인스에 있는 닛손 약국을 방문했다. 게이시는 15세의 시간제 직원 로버트 피스트의 손이 닿는 곳에 있는 동안 자신의 회사가 종종 시간당 5달러의 초봉으로 10대 소년들을 고용했다고 언급했다.
게이시가 약국을 떠난 직후, 피스트의 어머니는 가족이 함께 그녀의 생일을 축하할 수 있도록 아들을 집까지 태워다 주기 위해 가게에 도착했다. 피에스트는 어머니에게 기다려 달라고 부탁했고, "어떤 계약자가 일자리에 대해 이야기하고 싶어 한다"고 덧붙였다. 그는 곧 돌아오겠다고 약속하며 오후 9시에 가게를 떠났다.
파이스트는 게이시의 집에서 오후 10시 직후 살해되었다. 게이시는 나중에 자신의 집에서 피에스트에게 "제대로 된 가격을 위해 하지 않을 것"이 있는지 묻기 전에 청량음료를 줬다고 진술했고, 피에스트는 열심히 일하는 것에 개의치 않는다고 대답했다. 이에 대해 게이시는 파이스트가 무시했지만, "좋은 돈"은 사기로 벌 수 있다고 말했다. 게이시는 피스트가 울기 시작하자 "내가 너를 강간할 것이고, 너는 그것에 대해 아무것도 할 수 없다"고 말하기 전에 피스트를 속였다.
게이시는 이후 전개될 사건들에 대해 다양한 진술을 했지만, 그의 초기 진술 중 하나에서 피스트가 소년의 바지를 벗길 때 저항하는 데 실패했다고 주장했다. 그는 또한 그가 피스트의 목에 밧줄을 둘렀을 때, 그 소년은 "울고, 겁이 났다"고 말했다. 게이시는 파이스트가 침실 바닥에 질식해 죽어 누워 있을 때 사업상 지인으로부터 전화를 받았다고 시인했다.

## 같이 보기
- 테드 번디
- 티머시 맥베이
- 제프리 다머
- 윌리엄 보닌
- 에일린 워노스
- 찰스 맨슨

## 존 웨인 게이시를 소재한 작품들
- 2003년 게이시

## 메모들
1. ↑  Gacy attended Cooley Vocational High School, but transferred to Prosser Vocational High School after one year. He dropped out of school midway through his sophomore year.[11][19]
2. ↑  Gacy later claimed to have engaged in acts of necrophilia twice, while he worked at Palm Mortuary. He claimed the bodies were "just dead things" who "couldn't tell anybody".[20]
3. ↑  The miniature golf course is still in use at the prison today.[34]
4. ↑  Gacy successfully hid his criminal record from friends, neighbors, business associates and political acquaintances; they only learned the truth of his past after the police began investigating him for his later murders.[35][37]
5. ↑  Hoping to reconcile, Gacy and Carole began dating again in late 1977, but she became engaged to another man the following year.[45]
6. ↑  In September 1978, Gacy was also appointed as vice president of RaphCo Incorporated, a contracting firm owned by a business associate.[47]
7. ↑  Some professional clowns have noted the sharp corners Gacy painted at the edges of his mouth are contrary to the rounded borders that they normally use, so as not to scare children.[35]
8. ↑  The same month, Gacy became engaged temporarily to a woman he had been dating for three months, and his fiancée moved into his house. In June of that year, by mutual agreement, the engagement was called off and she moved out.[54]
9. ↑  The Houston Mass Murders were a series of killings uncovered in 1973. Dean Corll, with two teenage accomplices, had also used a wooden device (in their case, a board fitted with handcuffs at each corner) to restrain their teenage male victims throughout their sexual abuse and torture.[66][67] Gacy was likely inspired by the press coverage of this case to construct his own device, and to restrain his victims by tricking them into donning handcuffs.[68]
10. ↑  Some investigators believe that Gacy engaged in acts of necrophilia with his victims.[75]
11. ↑  Gacy's fiancée and stepdaughters were visiting relatives in Kennicott Grove at the time of this first murder.[78]
12. ↑  Gacy had a scar on his arm to support this account.[80]
13. ↑  Gacy's wife and stepdaughters were visiting his younger sister in Arkansas at the time.[87]
14. ↑  Because Haakenson and Johnston disappeared just 24 hours apart and their bones were commingled, they may have been murdered on the same day or even at the same time.[99]
15. ↑  At the time of his disappearance, Szyc had recently purchased new license plates. His final paycheck also remained with his employer.[109]
16. ↑  He was later informed the chloroform had permanently damaged his liver.[45]

## 책과 일기

### 인용 작품
- Amirante, Sam L.; Broderick, Danny (2011). 《John Wayne Gacy: Defending a Monster》. Skyhorse. ISBN 978-1-61608-248-2.
- Berry-Dee, Christopher (2009). 《Born Killers: Childhood Secrets of the World's Deadliest Serial Killers》. John Blake. ISBN 978-1-85782-648-7.
- Berry-Dee, Christopher (2008). 《How to Make a Serial Killer: The Twisted Development of Innocent Children into the World's Most Sadistic Murderers》. Simon & Schuster. ISBN 978-1-569-75943-1.
- Berry-Dee, Christopher (2007). 《Serial Killers: Up Close and Personal. Inside the World of Torturers, Psychopaths, and Mass Murderers》. Ulysses Press. ISBN 978-1-569-75619-5.
- Cahill, Tim (1993) [1986]. 《Buried Dreams: Inside the Mind of a Serial Killer》. Bantam Books. ISBN 978-1-857-02084-7. OCLC 12421532.
- 《Murder Casebook, Investigations into the Ultimate Crime》. London, England: Marshall Cavendish. 1990. ISBN 0748514546.
- “Murder In Mind” (11). London, England: Marshall Cavendish. 1997. ISSN 1364-5803.
- Evans, Colin (2007). 《The Casebook of Forensic Detection: How Science Solved 100 of the World's Most Baffling Crimes》. ISBN 978-0-471-07650-6.
- Foreman, Laura (1992). 《Serial Killers: True Crime》. The editors of Time-Life Books Hacover판. Time-Life. ISBN 978-0-7835-0001-0.
- Greene, David; Williams, David (2013). 《Manual of Forensic Odontology》. CRC Press. ISBN 978-1-439-85134-0.
- Hare, Robert D. (1999). 《Without Conscience: The Disturbing World of the Psychopaths Among Us》. New York City: Guilford Press. ISBN 978-1-57230-451-2.
- Hunter, Brad (2022). 《Inside the Mind of John Wayne Gacy: The Real-Life Killer Clown》. Ad Lib Publishers. ISBN 978-1-802-47076-5.
- Linedecker, Clifford L. (1980). 《The Man Who Killed Boys: A True Story of Mass Murder in a Chicago Suburb》 Fir판. St. Martin's Press. ISBN 0-312-51157-4. OCLC 5564916.
- Linedecker, Clifford L. (1986). 《The Man Who Killed Boys: A True Story of Mass Murder in a Chicago Suburb》 Paperback판. St. Martin's Press. ISBN 0-312-95228-7.
- Nelson, David (2021). 《Boys Enter the House: The Victims of John Wayne Gacy and the Lives they Left Behind》 Haback판. Chicago Review Press. ISBN 978-1-641-60486-4.
- Tim Newburn, 편집. (2011) [1989]. 《Policing》.
- Olsen, Jack (2008). 《The Man with the Candy: The Story of the Houston Mass Murders》. Simon & Schuster. ISBN 978-1-439-12870-1.
- Peck, Dennis L.; Dolch, Norman Allan (2001). 〈Behavior Beyond the Boundaries〉. 《Extraordinary Behavior: A Case Study Approach to Understanding Social Problems》. Greenwood. ISBN 0-275-97057-4. OCLC 43694355.
- Ressler, Robert; Schactman, Tom (1992). 《Whoever Fights Monsters: My Twenty Years Hunting Serial Killers for the FBI》. New York: St Martin's Press. ISBN 0-312-95044-6. OCLC 27658115.
- Stone, Michael; Brucato, Gary (2019). 《The New Evil: Understanding the Emergence of Modern Violent Crime》. Prometheus Books.
- Sullivan, Terry; Maiken, Peter T. (2000). 《Killer Clown: The John Wayne Gacy Murders》 Paperback판. Pinnacle. ISBN 0-7860-1422-9. OCLC 156783287.
- Taylor, Troy (2009). 《True Crime: Illinois: The State's Most Notorious Criminal Cases》 Paperback판. Stackpole Books. ISBN 978-0-811-73562-9.

## 더 읽어보기
- Killer Clown: The True Story of John Wayne Gacy, by Aimee Baxter. ISBN 978-1-973-75535-7
- John Wayne Gacy: Hunting a Predator, by John Borowski. ISBN 978-0-997-61406-0
- Johnny and Me: The True Story of John Wayne Gacy, by Barry Boschelli. ISBN 1-4343-2184-3
- A Question of Doubt: The John Wayne Gacy Story, by John Wayne Gacy. ISBN 1-87886-503-X
- The Chicago Killer: The Hunt for Serial Killer John Wayne Gacy, by Joseph R. and Karen M. Kozenczak. ISBN 1-4010-9532-1
- Unfinished Nightmare: The Search for More Victims of Serial Killer John Wayne Gacy, by Chris Maloney. ISBN 978-1-466-08031-7
- The Last Victim: A True-Life Journey into the Mind of the Serial Killer, by Jason Moss.ISBN 0-7535-0398-0
- 29 Below, by Jeffrey Rignall and Ron Wilder. ASIN B0006XG56Y
- Destination Gacy: A Cross-Country Journey to Shake the Devil's Hand, by Nancy Rommelmann. ISBN 978-1-940-83838-0